# Romane Bohringer

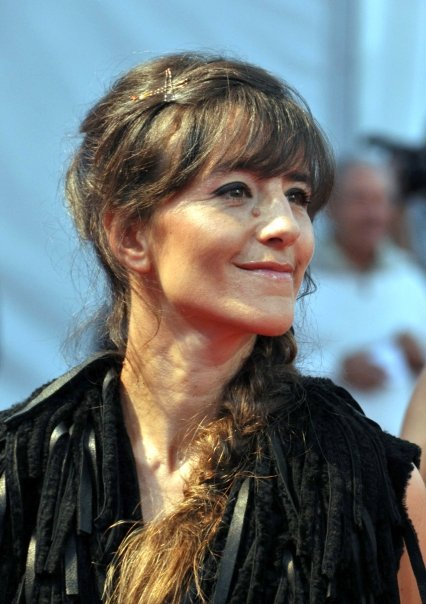
Romane Bohringer, 2009.

Romane Bohringer, född 14 augusti 1973 i Pont-Sainte-Maxence, Oise, Frankrike, är en fransk skådespelare. Hon är dotter till den franske skådespelaren Richard Bohringer.

## Filmografi (urval)
- Våldsamma nätter, 1992
- Mina Tannenbaum, 1994
- Total Eclipse, 1995
- L'Appartement, 1996
- I skuggan av Titanic, 1997
- Rembrandt, 1999
- Pingvinresan, 2005